# Компот

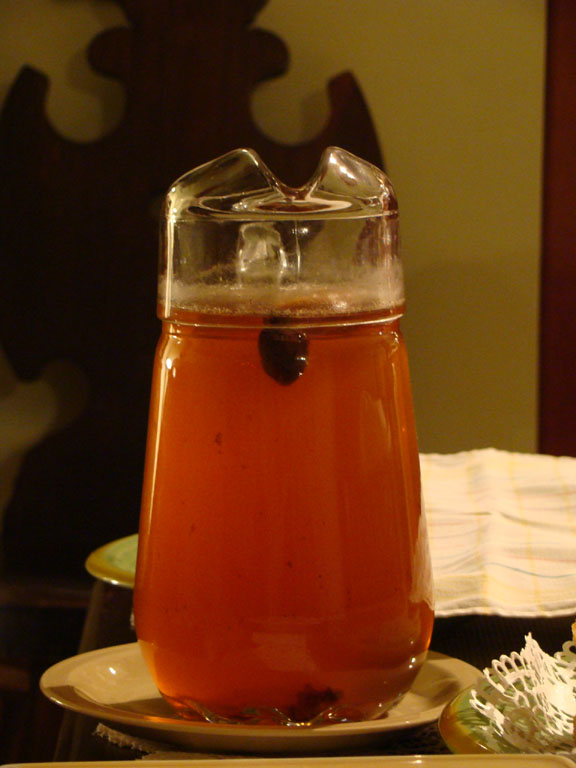
Кувшин со взваром

Компо́т (от фр. compote через нем. Kompott) — десертный напиток из фруктов или ягод, либо отвар фруктов в сиропе, а также смесь сухофруктов или сушёных ягод, либо фруктовые или ягодные консервы.

## Происхождение

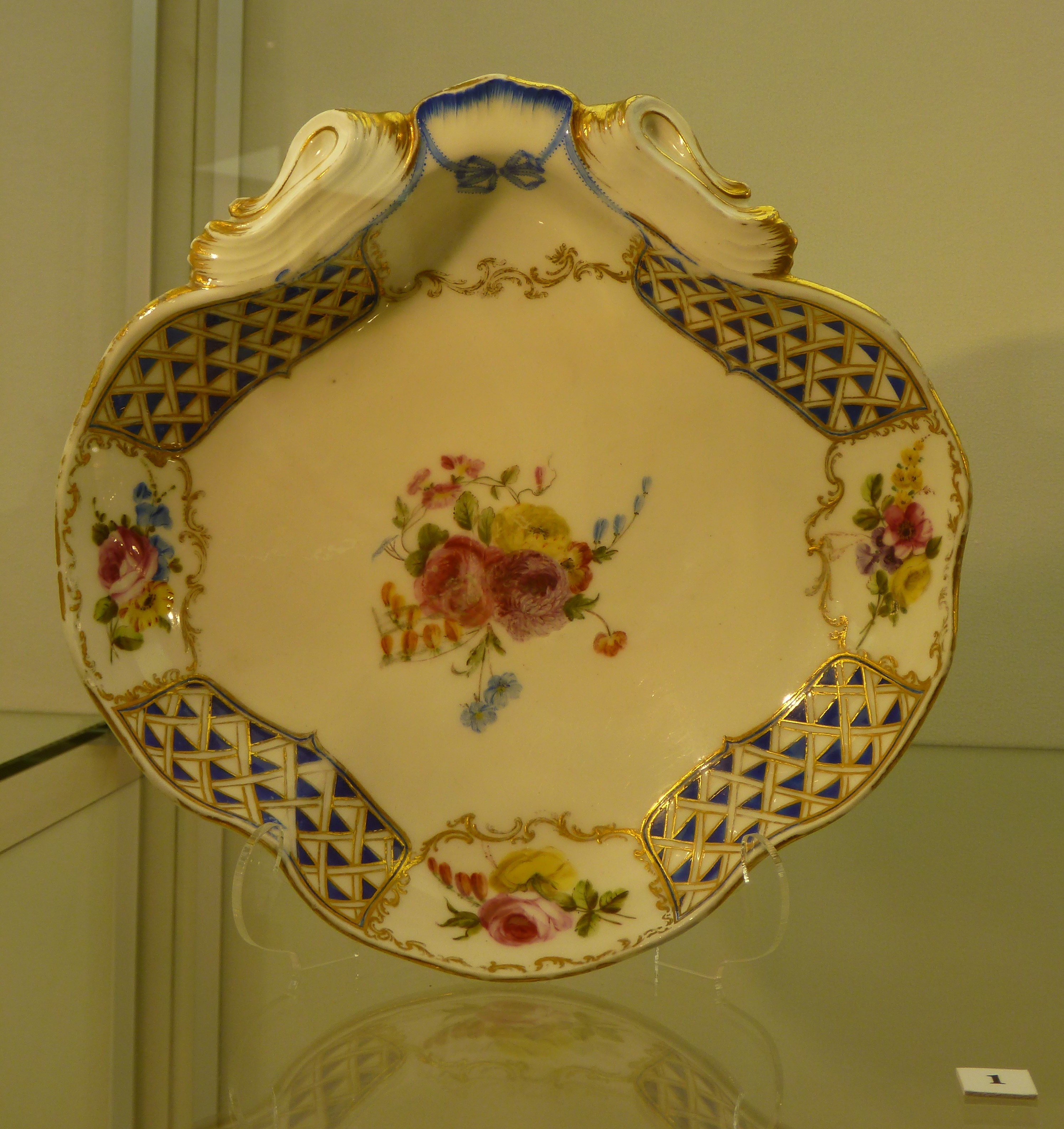
Компотьер — специальная посуда для подачи компота в XVIII веке. Севрская фарфоровая мануфактура, 1760 год

Ещё до XVIII века на Руси был известен напиток из фруктов и ягод, который назывался взвар или узвар. Взвар был праздничным блюдом, подававшимся в рождественский сочельник. Готовили его из сухофруктов: груш, яблок, чернослива, сливы, изюма.
Слово компот пришло в русский язык в XVIII веке из фр. compote. Первыми компоты начали готовить повара Франции, до сих пор в магазинах Франции продается compote — плодовое пюре.
Компот является традиционным напитком для стран Восточной Европы, Армении, России. Компоты считают лучшими плодово-ягодными консервами. Сохранность компотов обеспечивается стерилизацией.
В Д. В. Каншиным в Энциклопедическом словаре Брокгауза и Ефрона компотом называется варенье, приготовленное из бланшированных фруктов и ягод, сваренных до размягчения плодов, с меньшим количеством сахара, чем традиционное варенье, поскольку оно не было предназначено для продолжительного хранения. Благодаря тому, что фрукты и ягоды варятся недолго, они лучше сохраняют свой природный вкус.
В XVIII веке компот получил широкое распространение в России, при этом он считался, прежде всего, северным напитком. В компоты также добавляли крупу для того, чтобы повысить его питательные свойства. Сегодня компот готовят в домашних условиях из свежих фруктов и ягод, сухофруктов или замороженных фруктов и ягод; из сушёных компотных смесей или замороженных компотных ассорти. Готовые компоты подают в столовых и кафе, а также продают в торговых точках, упакованные в стеклянную тару.

## Виды компотов

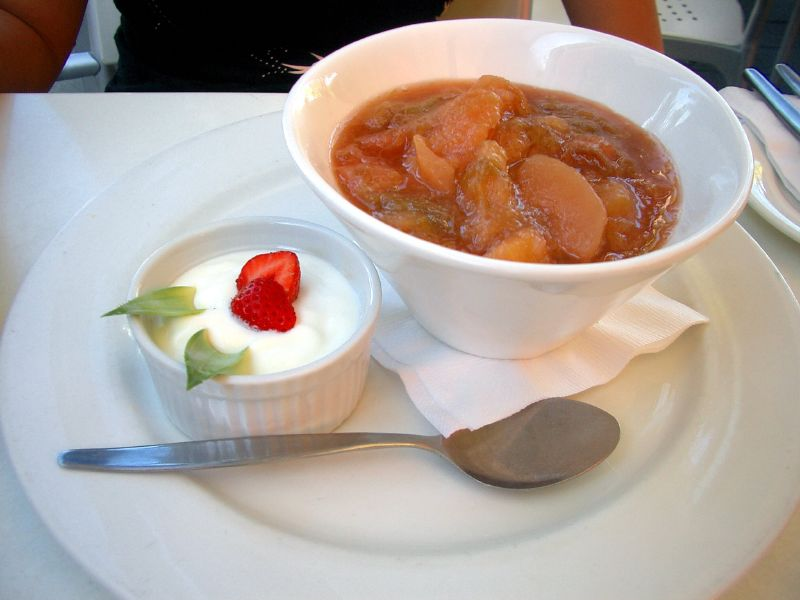
Компот из ревеня и яблок

- Наборы сухофруктов, ассорти, компотные смеси.
- Фруктовые консервы, отличающиеся от сиропных варений на порядок меньшим содержанием сахара и временем тепловой обработки.
- Холодные и горячие десертные напитки из свежих, сушёных или замороженных фруктов, сваренных в воде с добавлением сахара и ароматических специй.
- Маседуан — компот, описанный в Энциклопедическом словаре Брокгауза и Ефрона[2] как десертное блюдо из смеси свежих и бланшированных (слегка отваренных) фруктов, залитых отдельно приготовленным сиропом из других фруктов или ягод. «Правильный» маседуан должен содержать фрукты только одного сезона. Соответственно, маседуан может быть зимним, весенним, летним и осенним. Для приготовления маседуана используют очищенные от кожуры и косточек плоды, их нарезают кубиками одинакового размера, который определяется по самой мелкой ягоде в его составе. Плотные фрукты слегка отвариваются в сахарном сиропе, нежные ягоды и очень сочные фрукты добавляют свежими. В оригинальном французском рецепте XVIII века к фруктово-ягодной смеси также добавлялся пломбир. Маседуан подают холодным в стаканах.
- Компот в современном понимании — это фруктовый освежающий напиток, приготовленный из смеси отваренных в подслащённой воде свежих, сухих или замороженных фруктов. Компот сохраняет естественный вкус фруктов и ягод, хорошо утоляет жажду. Большинство компотов готовится с использованием сахара, но этот компонент не является обязательным. Компоты варят из всех съедобных фруктов и ягод.
- Узвар — компот с преобладанием гущи из сухофруктов, который не кипятят, а только доводят до кипения или настаивают.
- Консервированные компоты — стерилизованные для длительного хранения жидкие фруктовые десерты.

## Способы приготовления

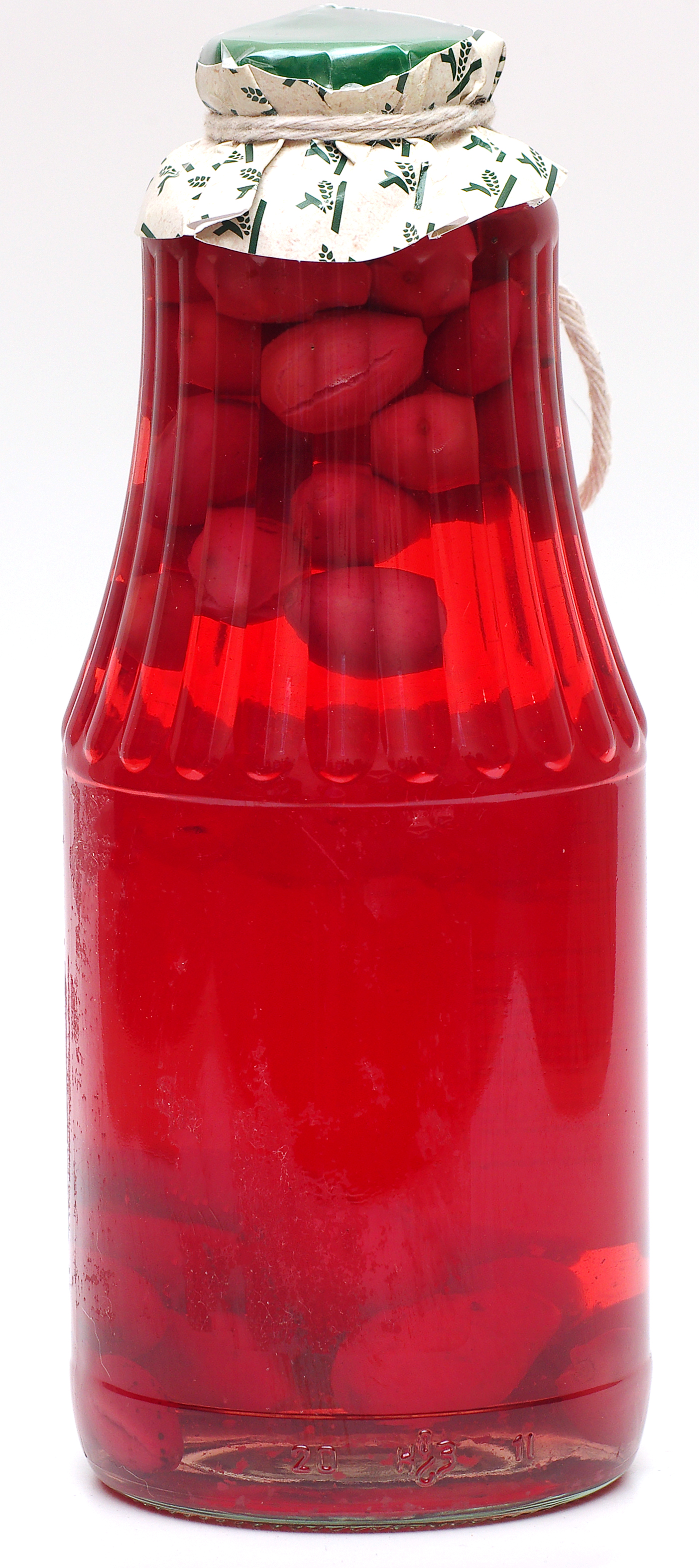
Кизиловый компот

Существует множество способов приготовления компотов. Компот готовится из сушёных фруктов и ягод (яблоки, сливы, абрикосы, клубника), которые отвариваются в воде с сахаром. Также компот делают из замороженных ягод, наиболее популярные для этого ягоды в России: чёрная смородина, красная смородина, крыжовник, малина.
Перед употреблением напиток остужают.
Один из способов приготовления компотов — тепловая обработка фруктов в сахарном сиропе, концентрация которого зависит от степени сладости фруктов и ягод, в сироп можно добавлять мёд, красное вино, цедру или пряности — корицу, гвоздику, ваниль. Время приготовления зависит от того, из каких фруктов и ягод варится компот, но для сохранения витаминов и во избежание потери цвета и формы рекомендуется варить их как можно меньше и не снимая кожуры. Плотные черешню, сливу, абрикосы, персики, груши, яблоки и айву можно предварительно отварить в кипящем сахарном сиропе, а арбузы, дыни, цитрусовые, бананы, клубнику, смородину, малину или виноград не варят, их кладут в кипящий сироп и тут же снимают компот с огня. Перед употреблением напиток остужают.

## В культуре

### Кинематограф
- В фильме Операция «Ы» и другие приключения Шурика в главе Напарник есть отдельный эпизод с компотом. Во время обеда на стройке дебошир Федя (герой Алексея Смирнова), заметив, что ему недодали третье блюдо — компот, потребовал его: «А компот?» (одна из широко известных фраз фильма). Затем, когда дежуривший за ним милиционер уходит, Федя отливает часть компота и добавляет в него водку, вставляет соломину и пьёт уже алкогольный коктейль на основе компота.